# 機動戦士ガンダム サイドストーリーズ
『機動戦士ガンダム サイドストーリーズ』（きどうせんしガンダム サイドストーリーズ）は、2014年5月29日にバンダイナムコゲームスから発売されたPlayStation 3用ゲームソフト。
本作の新規シナリオ作品である『機動戦士ガンダム外伝 ミッシングリンク』についても本項目で述べる。

## 概要
『機動戦士ガンダム外伝 宇宙、閃光の果てに…』以来、およそ11年ぶりとなる『機動戦士ガンダム外伝シリーズ』作品で、新規作品『機動戦士ガンダム外伝 ミッシングリンク』に過去の『外伝』シリーズ6作品のシナリオを同時収録した内容となっている。各シナリオのゲームシステムは『ミッシングリンク』に準拠したものへ統一されている。
開発はB.B.スタジオで、過去の『外伝シリーズ』に携わっていた徳島雅彦が本作品でもディレクションを務める。
ガンプラHG「ペイルライダー」Limited Metallic Ver.、「機動戦士ガンダム外伝シリーズ」オリジナルサウンドトラック 、「機動戦士ガンダム外伝 ミッシングリンク」設定資料集が付属する限定版「Limited Edition」も発売された。

## 収録作品
- 機動戦士ガンダム外伝 ミッシングリンク
- 機動戦士ガンダム CROSS DIMENSION 0079（死にゆく者たちへの祈り）（1995年）
- 機動戦士ガンダム外伝 THE BLUE DESTINY（1996年）
- 機動戦士ガンダム外伝 コロニーの落ちた地で…（1999年）
- ジオニックフロント 機動戦士ガンダム0079（2001年）
- 機動戦士ガンダム戦記 Lost War Chronicles（2002年）
- 機動戦士ガンダム外伝 宇宙、閃光の果てに…（2003年）

本作に収録されている過去に発売された『ガンダム外伝』シリーズ6作品は、おおもとのシナリオはそのままに、今回の収録にあたって『ミッシングリンク』と同様のハイスピードアクションゲームとしてリメイクされている。
さらに『機動戦士ガンダム外伝 THE BLUE DESTINY』では、主人公“ユウ・カジマ”のストーリーのみならず、スピンオフとしてそのライバルである“ニムバス・シュターゼン”の視点から描かれる新たなストーリーも収録されている。

### ストーリーモード
ゲーム開始時は新作の『機動戦士ガンダム外伝 ミッシングリンク』にある「連邦軍編」もしくは「ジオン軍編」のどちらかから始めることになる。複数話からなる各編をクリアすることで、ほかの外伝作品がプレイ可能になる。
『機動戦士ガンダム外伝 ミッシングリンク』が4編、『機動戦士ガンダム外伝 THE BLUE DESTINY』と『機動戦士ガンダム戦記 Lost War Chronicle』が各2編、残りの作品が各1編ずつの計12編で構成されている。
ゲームは、インターミッションでの作戦説明とモビルスーツを駆ってのアクションで進行し、ミッションを遂行させる。
各話にはそれぞれクリア条件が有り、条件を満たすことでミッション終了となる。

### VRミッションモード
ストーリーモードとは別のミッションで、プレイヤーがある程度自由にMS部隊を編成して挑むことができる。3機のMSでチームを作り参加することになるが、1チームの総コストの上限が設定されている。上限値は各ストーリーモードクリアにより少しずつ増える。
地上専用機・宇宙専用機・汎用機の限定はあるが、連邦とジオンいずれの機体も使用可能で混成部隊も組める。（ただし、敵機と同じになってしまい見た目で判別し辛い欠点もある）また一機限定機を除いて同機種編成も可能。特に序盤のうちはジムを強化しておけば3機ともレベルの高い汎用機として使えるのでお得。
ミッションは001から100まで用意されており、最初は001から5ステージの連邦編、006から5ステージのジオン編のみだが、各ストーリーモードクリアで途中の数字が追加され、以降のステージがプレイ可能になる。各ストーリーモードクリアと特定のミッションクリアで購入可能なMSの種類が増えていく仕様になっている。
各ストーリーシナリオクリアとVRミッションクリア時にポイントを入手出来る。ストーリーシナリオでは初回クリア時のみボーナス10000点、VRミッションでは初回クリア時のみ20000点加算される。ポイントを消費して機体を購入したり機体の強化も可能。他にもMSやキャラクターの図鑑登録やBGM購入にも使用できる。
そのほかにダウンロードコンテンツとして「VRミッション101~108」、「ユニコーンガンダム」等追加モビルスーツが用意されており、購入してプレイが可能。

## 機動戦士ガンダム外伝 ミッシングリンク
本作品収録の新作シナリオ。一年戦争のサイドストーリーを描いている。ゲームでは「スレイヴ・レイス編」「マルコシアス編」の2つのルートからなる。
おおのじゅんじによる漫画版もガンダムエース2014年3月号に予告編を掲載、2014年4月号から2016年5月号まで連載された（単行本は全4巻）。ただし単なるゲーム版のコミカライズではなく、後半のストーリーおよび結末は大きく異なる。

### ストーリー
地球連邦軍第20機械化混成部隊、別名「スレイヴ・レイス（通称レイス）」。表向きは新兵器実験部隊だが、この部隊には極秘任務を遂行する裏の顔がある。それは、連邦軍内で汚職や不法行為を行う友軍や、司令官の「グレイヴ」にとって邪魔な人物を処刑・暗殺するという、汚れ仕事を遂行する役割である。
集められたメンバーは、連邦軍の中で重罪を犯し死刑判決を受けながらも、それぞれの道で一流の腕前を持つスペシャリストたち。その中の一人である、隊長のトラヴィス・カークランドは、ジオンの女性との間に子供をもうけるが、戦争の勃発により生き別れになってしまう。妻子の安否を確かめようとするがスパイ行為とみなされて死刑判決を受け、その後レイスに配属されている。
そのトラヴィスの息子であるヴィンセント・グライスナーは、ジオンのMSパイロットとして特別競合部隊「マルコシアス隊」に配属される。お互いが親子であることを知らぬまま、トラヴィスとヴィンセントは戦場で激突する。一方で、レイスの存在が無用となりつつあるグレイヴは、自身のMS開発計画の試験を兼ね、味方であるはずのレイスに新型試作MS「ペイルライダー」や、ほかの直属の部隊を差し向け、葬り去ろうとする。
連邦軍から追われることになったレイスは再びマルコシアス隊と遭遇。共同戦線を確立し、行動をともにする。HLVで宇宙に上がるが、マルコシアス隊隊長のダグ・シュナイドとレイスのフレッド・リーバーは追っ手からHLVを守るため地上に留まる。レイスのHLVはグレイヴの手のサラミス級巡洋艦に撃破されるがそれはダミーで、彼らの乗ったHLVは再び地球へ降下していた。一方マルコシアス隊のHLVはムサイ級巡洋艦「レムリア」に拾われる。
レイスはブルーディスティニーを擁する部隊と遭遇、共闘する。その見返りに、ペイルライダーにEXAMのデータを流用したオーガスタ研究所製のHADESが搭載されているという情報を得る。レイスはオーガスタ研究所を襲撃し、グレイヴの指示による非人道的な人体実験のデータを入手する。これを反レビル派のジーン・コリニー将軍に密告し、グレイヴへの復讐を遂げる。
マルコシアス隊はヴィンセントが隊長になり、増員を得てソロモンおよびア・バオア・クー防衛戦を戦い抜く直前にペイルライダーの襲撃を受ける。仲間の犠牲を払いなんとか戦闘不能にするヴィンセントだが、パイロットが年端もいかない少女であると分かり絶叫する。
時は流れ、宇宙世紀0090年。ヴィンセントはペイルライダーのパイロットであるクロエ・クローチェと行動をともにし、10年間戦い続けてきた。しかしクロエはHADESの影響により身も心も限界を迎えつつあった。新生ネオ・ジオン軍と合流した二人は、集結しつつあるグレミー・トト派残党の偵察任務に出るが、HADESの暴走により攻撃を開始してしまう。戦闘中、二人を探し続けていたトラヴィスが駆けつけるが、残党は切り札のクィン・マンサを投入する。そのパイロットはア・バオア・クーで戦死したと思われていたマルコシアス隊のアンネローゼ・ローゼンハインであった。アンネローゼは仲間を殺したクロエと一緒にいるヴィンセントに激昂するが、ヴィンセントたちはクィン・マンサを撃破し、アンネローゼを救出。ヴィンセント、クロエ、ローゼはトラヴィスのもとに身を寄せ、彼らの戦争は終わった。
さらに時は経ち、宇宙世紀0096年。フレッドは戦死したダグの機体を受け継ぎ、ジオン残党とともに16年間戦ってきた。改修を重ねてきたその機体を「イフリート・シュナイド」と名付け、大規模作戦をおこなうヨンム・カークスの部隊と合流する。彼の戦争はまだ終わらない…。

### 漫画版のストーリー
ペイルライダーが完成したことで、自身の計画が軌道に乗りつつあったグレイヴにとって、スレイヴ・レイスは自らの暗部を知る者として邪魔者でしかない。トラヴィスは自分たちを暗殺しようとするグレイヴの動きを察知し、マルコシアス隊と交渉して同盟を結ぶ。ペイルライダーの追跡をかいくぐって2つの部隊は小型シャトルで宇宙に上がる。スレイヴ・レイスは、グレイヴを暗殺するために試作MS「ペイルライダー・キャバルリー」を奪取してグレイヴの母艦を強襲し、彼の暗殺に成功する。
そして、一年戦争終結後の宇宙世紀0080年。スレイヴ・レイスと同時期に宇宙に上がって生き延びていたヴィンセントは、スレイヴ・レイスの生き残りであるエドワード・リーとともにジオン残党に合流し、ペイルライダーのパイロットであるクロエ・クローチェを保護していた。彼女はペイルライダーの被験体として無理な身体強化を強いられ、適切な治療を施さなければ命が危うい状態に陥っていた。
クロエを治療するために地球に降りたヴィンセント、クロエ、ハイヤーの3人は、同じくスレイヴ・レイスの生き残りのフレッド・リーバー率いるジオン残党の力を借り、HADESの旧研究施設を占拠していたトラヴィスの元にたどり着くが、ペイルライダーとクロエの奪取を企む科学者と、HADES被験体の生き残りであるフィル・デールの襲撃を受ける。クロエとデールはブリティッシュ作戦で家族を失って孤児となった過去があり、その後にHADESの被験体となっていた。
ヴィンセントはクロエを守るためにペイルライダーで飛び出し、デールのMS「デュラハン」を水中に引きずり込み、自身がブリティッシュ作戦の実行犯の一人であることを告白し、スラスターをオーバーロードさせて自爆・相討ちとなることでその罪を償おうとするが、ペイルライダーが自動的にバックパックを切り離すことでヴィンセントは生還する。こうしてHADESを巡る戦いは終結し、ヴィンセントはクロエと抱擁を交わす。

### 登場人物

#### スレイヴ・レイス
Slave Wraith
地球連邦軍内に存在する犯罪者として極刑の執行を待つ者たちから各ジャンルのスペシャリストを選出し、罪状の抹消などを条件に、連邦軍の高官の一人（レビル派の中の強硬派）が、プライベートアーミー（私兵部隊）的に結成したMS特殊部隊であり秘匿懲罰部隊。
司令官は「グレイヴ」と呼ばれており、正体は不明（漫画版では登場）。
普段は表向きの第20機械化混成部隊として任務に従事しているが、指令が下ると「レイス」として任務を速やかに実行する。
「レイス」としての任務は、いわゆる非合法な任務でありグレイヴにとって邪魔となる、またはなり得る人物を暗殺したり、物資を横流ししている味方をせん滅するなど多岐にわたる。だが、オデッサ作戦が終わり大勢が決すると、グレイヴにとって裏の事情を知っているスレイヴ・レイスの面々は粛清の対象となり、追手を差し向けられることになる。
トラヴィス・カークランド (Travis Kirkland) / フィクサー
声：藤原啓治 / 小松史法（ガンダムバーサス）
39歳、スレイヴ・レイスの隊長で階級は中尉。陸戦型ジムから部隊名を冠した陸戦型ガンダムの改修型「スレイヴ・レイス」に乗り換える（漫画版では冒頭から搭乗）。
とぼけた性格ながら、非常に有能な指揮官で部下思い。それゆえ、曲者揃いの部下たちからの信頼も厚い。金にはあまり執着せず、宇宙に脱出したジオン地上軍が隠した金塊を入手しても、その戦場を生き伸びるため味方となった部隊に気前よく配っている。自分たちの障害となる者は連邦もジオンも関係なく迎え撃ってはいるが、無用な殺生はしない主義。このため地上に残ったジオン残党からは「話のわかる男」として一定の信頼を得ることになる。
若い頃にサイド3におり、ある女性（漫画版ではエルナという名前）との間に子供をもうけている。その後地球に転属になり離れ離れになったまま一年戦争が勃発し、あらゆる手段を使って女性と息子の安否を確認しようとするが、それがスパイ行為とみなされてスレイヴ・レイスに配属される。
一年戦争後は、サイド6に移り住み趣味であるジャンク屋を営みながら、素人部隊のアグレッサーや民間会社のテストパイロットなどを務めつつ息子のヴィンセント、およびクロエを探す。そして宇宙世紀0090年に、ドリスからの情報で二人の居場所を知る。アナハイムからあらかじめ個人用に買い取っていたΖIIで新生ネオ・ジオンに所属する二人とグレミー派残党との戦闘に介入し、最終的に二人と元マルコシアス隊のアンネローゼを救い出し、一緒に暮らすことを提案する。
漫画版ではグレイヴを直接抹殺すべく、リッパーを除いた部隊全員で宇宙に上がり、ソロモンにてペイルライダーの量産検討機「ペイルライダー・キャバルリー」を強奪する。ア・バオア・クー攻略戦ではグレイヴ抹殺を最優先に行動するが、息子の所属するマルコシアス隊がペイルライダーの襲撃で危機に陥っていることを知り、部下たちの協力を得て援護に向かう。HADES搭載機同士の直接対決に勝利してペイルライダーを鎮圧し、救助したヴィンセントとクロエをジオンへ送り届ける。その後、キャバルリー単独でグレイヴの母艦フォレスタルを襲撃するが遠隔操作で機体を強制停止させられてしまう。しかし、別ルートで侵入したマーヴィンがガンキャノンを利用した爆破工作を実行しており、それを利用することで艦に致命的なダメージを与えて遠隔操作を解除。キャバルリーのバルカン砲でグレイヴを射殺して復讐を完遂する。一年戦争終結後はマリアナ諸島にあるHADESの旧研究施設を占拠し、ヴィンセントがクロエを連れて来るのを待つ。ペイルライダーを追って連邦軍が現れた際にはフルアーマー・スレイヴ・レイスで迎撃し、壊滅させた後にヴィンセントとクロエの和解を見届ける。
フレッド・リーバー (Fred Reber) / リッパー
声：野島健児
20歳、軍曹。
上官殺しの容疑で逮捕されたあと、レイスのメンバーになる。MSの操縦は荒削りだが格闘戦のセンスは抜群。陸戦型ジムからガンダム・ピクシーに乗り換える。
非常に好戦的で格闘戦に特化している。マルコシアス隊隊長であるダグの戦いぶりに一目置き、ライバルと位置づけるが、共闘するようになると「自分の背中を預けられる男」として信頼し、その生き様を見届けようと願い、グレイヴの放った追手からフィクサーたちを逃がすためダグとともに殿を買って出る。
その後、ジオン残党軍とともにフィジー諸島に潜伏。ニューギニアの潜伏部隊と連携し、連邦軍の輸送隊を狙い海賊行為を繰り返す。ダグの遺したイフリートを受け継ぎ、改良を重ねながら維持し続けており、戦いの中で自分が満たされることを望んでいる。
宇宙世紀0096年には久しぶりにダイバーの連絡も受けている。ヨンム・カークスの情報により、連邦軍によるダカールからアデレードへの大規模な輸送計画の情報を得て、船団が寄港するマーシャル諸島で待ち伏せ、襲撃する。この時に搭乗機を「イフリート・シュナイド」と命名している。殲滅後、カークス隊より大規模作戦の報を得て、同隊と合流する。
漫画版では、トラヴィスたちがグレイヴの暗殺実行と同時期にHADESの極秘研究施設を破壊し、グレイヴの計画阻止を手伝う。一年戦争終結後はジオン残党部隊のエースとして名を上げており、クロエとハイヤーを迎え入れた後、彼女らを狙う連邦の部隊を阻止し、トラヴィスたちが待つHADESの旧研究施設へクロエたちを送り出す。
『サイドストーリーズ』発表以前に連載されていた『機動戦士ガンダムUC』の外伝漫画『『袖付き』の機付長は詩詠う』では、彼と思しき「イフリート・シュナイドのパイロット」が登場。ヨンム・カークスに命を救われた恩返しの為、カークス隊基地襲撃を企む海賊部隊へスパイとして侵入し、最終的に海賊首領である「元中佐」を殺害する。本作では名前や顔がはっきりと描写されていないが、髭の生えた口元は後に発表された宇宙世紀0096年時点でのフレッドと似た姿に描かれており、カークス隊のクイント中尉は「なかなか個性的な経歴を持つパイロットですが、その話はいずれ」と説明している。
マーヴィン・ヘリオット / ボマー
声：武虎
36歳、少尉。陸戦型ジム（ウェポン・ラック装備）からガンキャノン重装型タイプDに乗り換える。
狙撃と爆発物のエキスパートであり、爆破に関してはある種の芸術性にこだわる「爆発芸術家」。
精神的に弱い部分があるために、ある作戦で仲間の撤退を待てずに仕掛けられた爆弾を作動させてしまい、友軍を敵ごと壊滅させてしまった経緯を持つ。
実はグレイヴに送り込まれたスパイであり、追撃部隊に居場所を知らせたりしている。そのことを奪取したミデアに搭載された爆弾の解体前にトラヴィス達に告白するが、改めて仲間として受け入れられる。
漫画版では内通の見返りとしてグレイヴから昇格を約束されていたが、ペイルライダーに襲われた際に「嘘だろ!?　待てよグレイヴ…」という独り言を漏らしてしまい、それを無線で聞いたトラヴィスやドリスに内通者と見抜かれる。その後は罪滅ぼしもかねて、アンティータムに保管されていたキャバルリーを奪取する手助けをおこなう。ア・バオア・クーで行われたグレイヴ暗殺作戦でもトラヴィスに同行。シャノン曹長の協力でフォレスタル艦内に侵入し、シャノンが搭乗していたガンキャノンの核融合炉に自爆装置を仕込んだり、艦内に多数の爆弾を設置するなどの破壊工作を行っている。一年戦争後はトラヴィスと共にHADESの旧研究施設を占拠し、クロエとヴィンセントの来訪を待つ。その後の連邦軍との戦闘ではガンタンクに搭乗してトラヴィスを支援する。
エドワード・リー / ハイヤー
声：下山吉光
23歳、伍長。
あらゆる乗り物を乗りこなすエキスパート。ある連邦高官の謀略により味方爆撃の濡れ衣を着せられてしまい、軍法会議にかけられ収監。後にグレイヴによってスレイヴ・レイスに送り込まれる。
隊のMSを運搬する輸送機ミデアのパイロットを主に担当しており、メカニックとしても活躍する。MSの操縦も可能で、フレッドが抜けたあとに陸戦型ジムに搭乗することもある。
リアクションが大げさなため、マーヴィンからは「からかうと面白い」と評されており、フレッドからも冗談混じりながら横暴な扱いを受けている。
漫画版ではア・バオア・クーでのグレイヴ暗殺実行直前にクロエとペイルライダーをトラヴィスから託され、ヴィンセントと共にジオン残党軍へ合流する。
一年後、ヴィンセントと共に地球へ降下しHADESの旧研究施設へクロエを送り届ける。途中で立ち寄ったジオン残党軍基地に放置されていたアッガイを短期間で修復したほか、イフリートをフレッドの特性に合わせて改修している。
ドリス・ブラント / ダイバー
声：沢城みゆき
24歳、曹長。
ハッキングや解析、偽造書類に至るまで情報に関してはプロフェッショナル級の腕前で、軍の情報に手を出した事から追われる身となり、逮捕され収監。後にスレイヴ・レイスに所属する事を条件に刑を免れる。
また女性にして格闘に関しても天賦の才を持っており、その実力はリッパーから師事を乞われるほど。
部隊ではグレイヴから直接指令を受ける唯一の存在であるためオペレータも兼任する。そのことから一時期、部隊のメンバーからは、グレイヴに内通する者として疑われるが、後に疑いは晴れることになる。
嫌疑を抱かせるような行いは、すべてグレイヴに裏切られた時の為の保険であり、事実、彼女が偽造した経歴や命令書で部隊は窮地を潜り抜けている。
MSの操縦も可能で、オーガスタの極秘研究施設攻略の際は再び調達したピクシーに搭乗し、援軍として駆けつける。
一年戦争後はどこかに姿を消し、トラヴィスと情報をやり取りするだけになっている。宇宙世紀0096年にはフレッドにも連絡を付けている。

#### その他地球連邦軍
グレイヴ
スレイヴ・レイスに命令を下す謎の指揮官。ゲーム版では名前のみ語られる存在で人物像は不明だが、狂信的なレビル派将校らしく連邦内の反レビル勢力をスレイヴ・レイスに排除させていた。
用済みになったスレイヴ・レイスを排除しようとするが逃げ延びられてしまい、オーガスタの極秘研究施設での非人道的な実験を告発されてしまった為、自ら命を断ったことが語られている。
漫画版では中、壮年の男性である事が明かされたほか、ゲーム版とは異なりレビルの死すらも利用して成り上がりを企む、冷酷で野心的な人物として描写されている。
強襲揚陸艦フォレスタルに座乗しアンティータム級空母を率いてソロモン攻略戦に参加。しかしビグ・ザムの猛攻で量産検討機であったキャバルリーを搭載するアンティータム級を失い、フォレスタルやペイルライダーも軽微でない損傷を受けたため、ア・バオア・クーへの参戦は他の部隊より遅れてしまう。直後にレビルの主力艦隊がソーラ・レイで壊滅した事を知り、それによって発生する『空席』を獲得するためにペイルライダーを再度出撃させるが、スレイヴ・レイスとマルコシアス隊によってペイルライダーは無力化されてしまう。フォレスタルへ特攻を仕掛けてきたトラヴィスのキャバルリーを遠隔操作で鎮圧することには成功するものの、マーヴィンのガンキャノンに仕掛けられた爆弾が爆破され遠隔操作が解除、さらにトラヴィスから地球の研究施設が破壊されたことを告げられた挙句にキャバルリーのバルカン砲で全身を撃ち抜かれ、遺体もフォレスタルの爆発に巻き込まれて消滅する。
コミック『機動戦士ガンダム アグレッサー』において「グレイブ」表記でレッドライダーに関連する人物として名前が出ており、スレイヴ・レイスと同様の前科がある人物を配下にしている。
クロエ・クローチェ (Chloe Croce)
声：能登麻美子
ペイルライダーのパイロットである少女。戦争により孤児となりオーガスタ研究所に引き取られ、そこでペイルライダーのパイロットとして様々な強化を受けている。
ペイルライダーのパイロットとしてスレイヴ・レイスやマルコシアス隊と幾度も交戦するが、最終的にはア・バオア・クーでマルコシアス隊による捨て身の戦法に敗北。HADESの影響で記憶障害を引き起こし、刷り込みのような形で自身を助けた（ペイルライダーのコックピットを開いた）ヴィンセントに懐いてしまう。
それから10年後の宇宙世紀0090年(25歳)、クロエは未だネオ・ジオン兵としてヴィンセントと一緒に戦い続けており、ペイルライダーも改修されてトーリスリッターへと生まれ変わっていた。しかし、HADESの負荷はじわじわと彼女をむしばみ続け、彼女の肉体は限界を迎えようとしていた。また、クロエはヴィンセントから殺意を向けられている事を自覚しており、死ぬときは彼の手で殺されたいと願っていた。最終的にトーリスリッターのほうが先に限界を迎え自壊、脱出ポッドはヴィンセントに確保されて生還し、共にトラヴィスのもとに身を寄せる。ラストカットでは、ヴィンセントとの間に子供をもうけているのが確認できる。
漫画版ではブリティッシュ作戦によって天涯孤独の身となったところをグレイヴに保護され、彼のもとでペイルライダーのパイロットとしての強化を受けたという過去が描かれている。しかしグレイヴにとって彼女はHADES運用の為の捨て駒に過ぎず、戦争終結後には解剖という形で処分される予定であった。
マルコシアス隊との戦いでシャノンのガンキャノンIIが撃墜された事で彼女が死んだと誤解し、暴走の末にリベリオとギーを一瞬にして葬り去る。直後に割って入ったトラヴィスのキャバルリーを相手に激戦を繰り広げるも敗北し、生きていたシャノンによって保護される。その後はトラヴィスの提案でジオン軍に身を寄せる事になり、シャノンと別れてヴィンセントたちと共に撤退する。本作では記憶障害を起こしている描写は無いが、ヴィンセントの優しさに触れた為か、ア・バオア・クー撤退時には既に彼に懐いている様子がうかがえる。
翌年、投薬の影響で衰弱した肉体を治療するためにヴィンセントらと共に地球へ降下、HADESの旧研究施設で手術を受けることになる。そこでヴィンセントからコロニー落としに関与した罪を告白されると共に決別を言い渡されるが、彼への思慕が消える事は無かった。最終的にアッガイでヴィンセントの下に駆け付け、自爆したペイルライダーを水中から引き上げて救出。再び彼と和解する。
サラ・シャノン
漫画版に登場。グレイヴが率いる艦隊に属する女性パイロットで、クロエの監視役（というより世話係）。階級は曹長。スレイヴ・レイスと同様なグレイヴの囚人部隊所属で、マーヴィンとは顔なじみ。
グレイヴによって無茶な実験や投薬を受けさせられ続けるクロエを常に心配しており、機体が損壊した時にはクロエのことを真に案じるなど、もはや母親に近い存在である。
ア・バオア・クー戦ではクロエとともに出撃、マルコシアス隊の連携攻撃からクロエをかばって撃墜されるも、マーヴィンに救助される。そして、グレイヴの手を逃れるためヴィンセントとともにジオンに潜伏することになったクロエと涙の別れを遂げる。
その後、クロエを救う為にスレイヴ・レイスのグレイヴ暗殺作戦に協力。コア・ブースターに搭乗するマーヴィンを連れてフォレスタルへ帰投し、彼の艦内への侵入・爆弾設置を援護する。一年戦争後の動向は不明。
ブルーワー
漫画版に登場。シャノンの所属する囚人部隊の隊長で、階級は大尉。ソロモン戦ではスペース・ランチに搭乗してフォレスタルからアンティータム補助空母へ移乗する予定だった。しかし、スレイヴ・レイスの策謀に巻き込まれて着艦できず、その間にアンティータムがビグ・ザムの攻撃を受けて爆沈、余波でスペース・ランチも破壊されてしまう。かろうじてジムに救出されて「フォレスタル」に帰還するも、グレイヴにペイルライダー・キャバルリー奪取の責を押し付けられ、八つ当たりのような形で射殺される。
フィル・デール
漫画版に登場。クロエと同時期にペイルライダー計画の被験体となる。階級は曹長。
クロエ同様に家族をブリティッシュ作戦で失っており、気が短く逆上しやすい性格のためにペイルライダーの正規パイロットから漏れる。
一年戦争終結後、仲間の被験体は次々と死んでゆき、（クロエを除いて）ただ一人の生き残りとなる。偶然にも地球へ降下するペイルライダーと出会ったことからHADESの奪還を目論む研究者とともに、ペイルライダー・デュラハンに搭乗し追撃する。
同じ境遇のクロエに対しては「俺たちは励まし合って生きてきた」と語り掛けてペイルライダーとともに投降を促すが、実際には「彼女はどうせ死ぬ」と考えており、利用することしか企んでいない。
マリアナ諸島でヴィンセントの搭乗するペイルライダーと一騎討ちになるが、パイロットの技量やHADESの性能の前に圧倒される。最期は湖底でペイルライダーに組み敷かれ、ヴィンセントから自身がブリティッシュ作戦の参加者であることを明かされて逆上した挙句、ブースターの過剰噴射で暴走したバックパックの自爆に巻き込まれて戦死。

#### マルコシアス隊
Marchosias
一年戦争開戦にあたり、広くMSパイロットの訓練を行っていたジオンだが、エリートコースに選抜されるには、家柄などのしがらみがあった。
キシリア・ザビは独自に、腕が良いが家柄や出身などでエリートコースの選抜より外された若者たちを集め、一定の戦果を上げれば後に結成するエースパイロットのみで構成するエリート部隊に転属させることを約束。こうして結成した特別競合部隊がマルコシアス隊である。MSのどこか（基本的に胸部）に部隊章が描かれているのが特徴。
A～Gの7小隊から成り、各小隊で戦果を競争させ、より大きな戦果を上げさせたようというサバイバル部隊である。
ブリティッシュ作戦で落下するコロニー「アイランド・イフィッシュ」が部隊の初陣であるが、特殊競合部隊の認可と「マルコシアス」の部隊名は地球降下作戦からである（部隊章は初陣から使用）。オデッサ防衛戦ではA・D小隊が全滅。統廃合によりB・F・Gの3小隊となるが、撤退戦でF小隊が全滅し2小隊となる。その後ユーコン級潜水艦「ウンディーネ」に救出されマッド・アングラー隊と合流。同隊隊長のシャア・アズナブル大佐とは会わずに終わるが、彼の計らいにより補給物資と補充兵を得る。しかしジャブロー攻略戦で次々と戦死し、生き残った隊員は6名となり、もはや「競合部隊」の体はなしていない。しかし、すでに数々の戦果によりマルコシアス隊自体が「エース部隊」と認知されており、訓練生の間でも有名になっていた。グラナダへの引き上げ申請の許可が降り、再び宇宙へ上がる頃には他のエース・パイロットにも名前が知れ渡るまでになっている。
漫画版では3小隊に減っており、アルファベットの区別はない。ア・バオア・クー防衛戦には多数の学徒兵の増員を得て臨む。
ヴィンセント・グライスナー (Vincent Gleissner)
声：櫻井孝宏
18歳、曹長（のちに少尉）。G小隊所属。
少年らしい生真面目を持つが、頭の良さがいい方向に働き、バランスのとれた人格を持つ。
当初はエースになる事を夢見るが、戦場で戦ううちに現実と戦う強さを得る。ガルマ・ザビ大佐の国葬がおこなわれた直後の時期に新型の陸戦高機動型ザクを専任されており、ダグからの評価は高い。同機のカラーを気に入り、以降は青をパーソナル・カラーとする。「レムリア」では高機動型ザクII（R-1A型）を受領し、ソロモン防衛戦に参加。ア・バオア・クー防衛戦では「キマイラ隊」隊長のジョニー・ライデンの計らいで配備されたゲルググ高機動型 R型に搭乗する。
ア・バオア・クーではこれまで苦汁をなめさせられてきたペイルライダーと遭遇し、ギーとリベリオの助けを借り行動不能にするが二人は戦死。ペイルライダーのパイロットであるクロエが年端もいかない少女であったこと、彼女が戦争の犠牲者の一人でしかなかった事実を知り、彼女を保護する。その後、反地球連邦組織やネオ・ジオン軍でともに戦い続けるが、ときには仲間を殺された恨みを思い出し、戦場でクロエの機体を後ろから撃とうと考えた事もある。しかし実行に移すことはなく、彼女への哀れみの感情から優しく接している。宇宙世紀0090年に新生ネオ・ジオンと合流したあとは、実用試験を兼ねて新型のギラ・ドーガを受領している。
母はサイド3で食堂を営んでいる。父親に対しては、母と自分を捨てたものだと思い込み良い感情を抱いていないが、敵兵として砲火を交え、時に共闘した気さくで話の分かる男・トラヴィスが自分の父親であると知って拍子抜けしてしまう。ラストカットでは父のもとに身を寄せたあと、「ビストロ・グライスナー」を営業し、クロエとの間に子供をもうけていることが確認できる。
漫画版では小隊長であり、「ヴィンス」の愛称で呼ばれる。ジャブローでのペイルライダーとの交戦の際にはトラヴィスとの一時的な共闘で追い返すことに成功する。しかし、戦場で自爆したスレイヴ・レイスのコックピットハッチから自分と母が写った家族写真を見つけ、トラヴィスが父親という確信を抱く。その後、戦場で出会った際もすぐに共闘しており、ゲーム版と違って悪く思っている様子はない。宇宙に上がり、グラナダでノーマルのゲルググを受領する（ソロモン防衛戦には参加しない）が、ア・バオア・クー防衛戦ではBR型に搭乗している。ペイルライダーを抑え込み、ギーに自機もろとも攻撃するよう頼むが、間一髪でペイルライダーが逃走、機体は破壊されるが脱出に成功し、図らずもマルコシアス隊唯一の生存者となる。一年戦争終結後はトラヴィスの依頼と自分が関わったブリティッシュ作戦の罪悪感から、その被害者であるクロエを保護し、彼女の治療のために地球のHADES研究施設を目指す。その過程でペイルライダーを狙うHADES計画の被験者フィル・デールの追撃を受けるが、最終的にペイルライダーのスラスターエンジンを自爆させて彼と共倒れになろうと企む。しかし、HADESが自動的にバックパックを切り離したことで死を免れ、救助に駆け付けたクロエと抱擁を交わす。
ダグ・シュナイド (Doug Schneid)
声：安元洋貴
39歳、大尉。
マルコシアス隊の総隊長兼部隊の教導試験官。率いる若者達の生還を望みつつも、戦争での勝利と常に板ばさみとなる。それでも心が折れない強さを持つ、隊の父親的存在でもある。
G小隊の隊長も兼任し、初陣からザクIIS型に搭乗。ホワイトベースへの新型MS輸送阻止の任務からパーソナル・カラーの紫で塗装されたイフリートに搭乗している。
HLV打ち上げの際には、ヴィンセントをマルコシアス隊隊長に戦場任官し、スレイヴ・レイスのフレッドとともに地上に残り、追っ手を退ける。撤退戦の際には己の身体の限界を悟り、フレッドと機体を交換しピクシーに搭乗、1機で追撃隊に立ち向かうが、その後の動向は不明（ピクシー自体はのちにダイバーの乗機として再登場する）。
漫画版では当初は小隊長を兼任していないが、ジャブロー攻略戦直前の再編の際に兼任する。小型シャトル防衛の際にジムにコックピット・ハッチを破壊され重症を負うが、構わずフレッドとともに追っ手を退ける。撤退の途中で死亡し、フレッドに埋葬される。
リベリオ・リンケ
声：木村良平
18歳、伍長。G小隊所属。
ヴィンセントの友人。軽妙な性格で、なにも考えていない様に見えるムードメーカーだが、その実、心の底には冷めた部分をもつ。
射撃が得意で、隊では主に援護担当。ザクIIF型から地上ではJ型に乗り換え、再び宇宙に上がるとFZ型（Bタイプ）を受領する。
ア・バオア・クー防衛戦でのペイルライダーとの決戦にて、ギーと共にペイルライダーを抑え込んでヴィンセントをサポートし戦死。
漫画版では小隊長であるが、再編の際にヴィンセントの部下となる。ア・バオア・クー防衛戦ではリック・ドムに搭乗し、ヴィンセントが抑え込んだペイルライダーを攻撃しようとするが、逆に返り討ちにあい戦死。
ギー・ヘルムート
声：豊永利行
20歳、軍曹（のちに少尉）。F小隊隊長。
手柄を独占しようとする利己主義者だが、戦いの中で仲間と隊に誇りを持つようになる。
MSの格闘戦ではシュナイドに匹敵する評価を受けているが、独断専行がたたり、オデッサ防衛戦では部下を失う。その後B小隊へ編入される。
パイロットスーツを黒い三連星と同じ（レプリカ）にするなど、エースマニアでもある。再び宇宙に上がった際にはリック・ドムIIを受領し、ドム・グロウスバイルの大型ヒート・サーベルを携行する。
すでに家族は両親ともに他界していることをヴィンセントに語っている。
ア・バオア・クー防衛戦でのペイルライダーとの決戦にて、リベリオと共にペイルライダーを抑え込んでヴィンセントをサポートし戦死。
漫画版では、頭部にブレード・アンテナと小さなスパイクを6本装備したザクIIに搭乗する。ジャブローでペイルライダーに撃破されるが無事で、アルバートに救出される。キャリフォルニアベースではザクIを借り、ザンジバルの護衛につく。ア・バオア・クーではゲーム版と同様にリック・ドムIIに搭乗。ヴィンセントに自分もろとも攻撃するよう命令され、苦悩しながらもそれを実行しかけるが直前にペイルライダーが脱出し失敗する。その直後、ビームサーベルで乗機を斬り裂かれて戦死。
セベロ・オズワルド
声：興津和幸
23歳、曹長。A小隊隊長。
エリートぞろいのマルコシアス隊の中で最も訓練成績が優秀である。誇りを重んじ、ジオンの理想に殉じる覚悟を決めているが、そのせいで視野が狭まっている。中央アジアで初めて「人型」のMS（陸戦型ジム）と遭遇した際に功をあせって突出し、返り討ちにあい部下2名を失う。しかし彼らを弔うよりも、人員が補充され減点を挽回したい気持ちが先に立ってしまっている。オデッサ防衛戦で再びA小隊は突出するが、同じく突出したギーのF小隊の援護に回ろうとするところを撃破され戦死、A小隊は全滅する。
漫画版では登場しない。
アルバート・ベル
声：宮田幸季
15歳、伍長。
マルコシアス隊がマッド・アングラー隊と合流した際に新たに加わる、2次選抜を通過した補充兵の一人。愛称は「アル」。
気弱で臆病な性格だが、戦場でヴィンセントに助けられてからは彼を自分の目標として尊敬し慕うようになる。
ア・バオア・クー防衛戦にて、前に出すぎたアンネローゼを助けるために突出し、アムロ・レイのガンダムに撃破され戦死。
漫画版ではダグの小隊に配属される。ア・バオア・クー戦でペイルライダーと遭遇した際、ヴィンセントの命令で初陣の学徒兵たちを連れて撤退するが、その後の安否は語られていない（ヴィンセントからは戦死したと認識されている）。
アンネローゼ・ローゼンハイン (Annerose Rosenheim)
声：竹達彩奈
16歳、軍曹。
アルバートと同じく、2次選抜を通過した補充兵の一人。愛称は「ローゼ」。
開戦時は学生であったが、パイロットの適性が高いため軍学校に移り訓練を受ける。
同期のアルバートを幸運の象徴と信じている。勘が鋭く、ニュータイプ（NT）の素養をもち、サイコミュ試験用ザク「ビショップ」に搭乗する。ア・バオア・クー防衛戦にて、アムロ・レイのガンダムを討とうと前に出るが、そのNT能力ゆえか自分がガンダムに勝てない事をすぐに悟ってしまう。アルバートが身代わりに討たれることで彼女は一命を取り留めるが、アルバートを失ったことで心に深い傷を負ってしまう。
続くペイルライダーとの決戦にて、激闘の末に吹き飛ばされて生死不明となるが、宇宙世紀0090年にはネオ・ジオンのグレミー派残党の一員としてクィン・マンサに搭乗し、ヴィンセント、クロエ、トラヴィスと対峙する。これまでアルバートを始めとする仲間を殺された恨みを抱きながら生きてきた彼女は、その仇であるクロエと隊長であったヴィンセントが一緒にいることで激昂する。交戦しながらトラヴィスが説得に当たるも聞き入れないが、クィン・マンサが撃破され、脱出ポッドがトラヴィスに確保された際には受け入れる。ラストカットでは「ビストロ・グライスナー」でトラヴィスと食事をしながら談笑している姿が確認できる。
漫画版ではヴィンセントの小隊に配属される。ア・バオア・クーでペイルライダーと交戦し、機体が中破させられたところまでは描かれているものの、彼女の安否は不明のまま物語が完結している（ヴィンセントからは戦死したと認識されている）。
クレイ、リトナー
漫画版に登場。マルコシアス隊のヴィンセントの小隊に所属。再編の際にギーの小隊に転属し、ジャブローでのペイルライダーとの交戦で戦死。
パーカー
漫画版に登場。マルコシアス隊のリベリオの小隊に所属。再編の際にダグの小隊に転属し、ジャブローでのペイルライダーとの交戦で戦死。
フロイド
漫画版に登場。マルコシアス隊のリベリオの小隊に所属。中央アジアでガンタンクの砲撃を受け戦死。
ロン、ハワード
漫画版に登場。マルコシアス隊のギーの小隊に所属。中央アジアでの陸戦型ジム小隊との交戦で戦死。

#### その他ジオン公国軍
ヘッケル
漫画版に登場。ジオン軍の中佐で、ザンジバル級戦艦に座乗する。地上から宇宙への帰還を果たそうとするマルコシアス隊を受け入れようとするが、グレイヴの部隊が打ち上げ基地を強襲してきたため、マルコシアス隊を回収せずに宇宙へ上がる。その際は「キシリア様の期待を裏切る、惨敗続きのエースにもなれん愚連隊が」「貴様達6人よりも、先にザンジバルに乗った数百の兵士を欲しているのだよ」と、完全にマルコシアス隊を見下している様子だが、ア・バオア・クー防衛戦で再び出会った際には「撤退命令が出た時には今度こそ貴様達を待つ」「いい隊だな、健闘を祈る」と、エース部隊として成長を遂げたマルコシアス隊にねぎらいの言葉を送っている。ア・バオア・クー戦後は約束通り、ヴィンセントとクロエ、ハイヤーを回収している。

### 登場機体
地球連邦軍
- RX-78XX ピクシー
- RX-79[G]SW スレイヴ・レイス
  - RX-79[G]WR フルアーマー・スレイヴ・レイス（漫画版）
- RX-80PR ペイルライダー
  - RX-80PR-2 ペイルライダー・キャバルリー（漫画版）
  - RX-80PR-3 ペイルライダー・デュラハン（漫画版）
- RGM-79[G] 陸戦型ジム

ジオン公国軍
- MS-06F ザクII
  - MS-06G 陸戦高機動型ザク
  - MS-06R-1A 高機動型ザクII
  - MS-06S 指揮官用ザクII
  - MS-06Z サイコミュ試験用ザク
- MS-08TX イフリート
  - MS-08TX/S イフリート・シュナイド
- MS-09R リック・ドム（漫画版）
  - MS-09R-2 リック・ドムII
- MS-14A ゲルググ（漫画版）
  - MS-14BR 高機動型ゲルググ

傭兵
- MSZ-008 ΖII

新生ネオ・ジオン
- AMX-018[HADES] トーリスリッター
- AMS-119 ギラ・ドーガ

ネオ・ジオン (グレミー派残党)
- NZ-000 クィン・マンサ

### 単行本
1. 2014年8月26日発売[9] ISBN 9784041020197
2. 2015年2月26日発売[10] ISBN 9784041027950
3. 2015年9月26日発売[11] ISBN 9784041034484
4. 2016年3月26日発売[12] ISBN 9784041040690

## 登場兵器
| 地球連邦軍     |                                                              |               |
| 型式番号       | 機体名                                                       | 備考          |
| RGM-79         | ジム                                                         |               |
| RGM-79         | ジム（ホワイト・ディンゴ隊仕様）                             | 地上専用      |
| RGC-80         | ジム・キャノン                                               | 地上専用      |
| RGC-80         | ジム・キャノン（ホワイト・ディンゴ隊仕様）                   | 地上専用      |
| RGM-79LV       | ジム・ナイトシーカーII                                       | 地上専用      |
| RGM-79[G]      | 陸戦型ジム                                                   | 地上専用      |
| RGM-79[G]      | 陸戦型ジム（ウェポン・コンテナ装備）                         | 地上専用      |
| RGM-79[G]      | 陸戦型ジム（スレイヴ・レイス隊仕様）                         | 地上専用      |
| RGM-79[G]      | 陸戦型ジム（スレイヴ・レイス隊仕様、ウェポン・コンテナ装備） | 地上専用      |
| RGM-79[G]      | 陸戦型ジム（フレッド・リーバー機）                           | 地上専用      |
| RX-79[G]       | 陸戦型ガンダム                                               | 地上専用      |
| RX-79[G]SW     | スレイヴ・レイス                                             | 地上専用      |
| RX-79[G]WR     | フルアーマー・スレイヴ・レイス                               | 地上専用、DLC |
| RX-79[G]Ez8    | ガンダムEz8                                                  | 地上専用、DLC |
| RX-79BD-1      | ブルーディスティニー1号機                                    | 地上専用      |
| RX-79BD-2      | ブルーディスティニー2号機                                    |               |
| RX-79BD-3      | ブルーディスティニー3号機                                    |               |
| RX-75          | ガンタンク                                                   | 地上専用      |
| RX-75          | 量産型ガンタンク                                             | 地上専用      |
| RMV-1          | ガンタンクII                                                 | 地上専用      |
| RX-77          | ガンキャノン                                                 |               |
| RX-77-3-D      | ガンキャノン重装型タイプD (マーヴィン・ヘリオット機)         |               |
| RX-77D         | 量産型ガンキャノン                                           |               |
| RX-77D         | 量産型ガンキャノン(ホワイト・ディンゴ隊仕様）                | 地上専用      |
| RGM-79FP       | ジム・ストライカー                                           |               |
| RGM-79SC       | ジム・スナイパーカスタム                                     |               |
| RGM-79SP       | ジム・スナイパーII                                           |               |
| RGM-79SP       | ジム・スナイパーII（ホワイト・ディンゴ隊仕様）               | 地上専用      |
| RGM-79SP       | ジム・スナイパーII（ホワイト・ディンゴ隊カスタム）           | 地上専用      |
| RAG-79         | アクア・ジム                                                 | 地上専用      |
| RGM-79SP       | デザート・ジム                                               | 地上専用      |
| RGM-79G        | ジム・コマンド(陸戦仕様)                                     | 地上専用      |
| RGM-79G        | ジム・コマンド(先行配備型)                                   | 地上専用      |
| RGM-79GS       | ジム・コマンド（空間戦仕様）                                 | 宇宙専用      |
| RGM-79D        | ジム寒冷地仕様                                               | 地上専用      |
| RGM-79N        | ジム・カスタム                                               | DLC           |
| RGC-83         | ジム・キャノンII                                             | DLC           |
| RX-78-2        | ガンダム                                                     |               |
| RX-78-3        | G-3ガンダム                                                  | DLC           |
| RX-78NT-1      | ガンダムNT-1                                                 | DLC           |
| RX-78-4        | ガンダム4号機                                                | 宇宙専用      |
| RX-78-5        | ガンダム5号機                                                | 宇宙専用      |
| RX-78-5        | ガンダム5号機(BST)                                           | 宇宙専用      |
| RX-78-6        | ガンダム6号機                                                |               |
| RX-78-6        | ガンダム6号機(初期型)                                        |               |
| RX-78XX        | ピクシー                                                     | 地上専用      |
| RX-78XX        | ピクシー（フレッド・リーバー機）                             | 地上専用      |
| RX-80PR        | ペイルライダー(陸戦軽装仕様)                                 | 地上専用      |
| RX-80PR        | ペイルライダー(陸戦重装仕様)                                 | 地上専用      |
| RX-80PR        | ペイルライダー(空間戦仕様)                                   | 宇宙専用      |
| RX-81LA        | ジーライン （ライトアーマー）                                | DLC           |
| RGM-86R        | ジムIII                                                      |               |
| RGM-89         | ジェガン                                                     |               |
| ジオン         |                                                              |               |
| 型式番号       | 機体名                                                       | 備考          |
| MS-05S         | ザクI（ゲラート・シュマイザー機）                            | 地上専用      |
| MS-05L         | ザクI・スナイパータイプ                                      |               |
| MS-05L         | ザクI・スナイパータイプ（指揮官用）                          |               |
| MS-06F         | ザクII                                                       |               |
| MS-06F         | ザクII(マルコシアス隊仕様)                                   |               |
| MS-06J         | ザクII重装備                                                 | 地上専用      |
| MS-06J         | ザクII重装備(マルコシアス隊仕様)                             | 地上専用      |
| MS-06S         | ザクII S型                                                   |               |
| MS-06S         | ザクII S型(マルコシアス隊仕様)                               |               |
| MS-06K         | ザクキャノン                                                 | 地上専用      |
| MS-06V         | ザクタンク(砲撃仕様)                                         | 地上専用      |
| MS-06G         | 陸戦高機動型ザク（ヴィンセント・グライズナー機）             | 地上専用      |
| MS-06R-1A      | 高機動型ザクII改良型（ヴィンセント・グライズナー機）         | 宇宙専用      |
| MS-06Z         | ビショップ (アンネローゼ・ローゼンハイン機)                  | 宇宙専用      |
| MS-06FZ        | ザクII改                                                     |               |
| MS-06FZ        | ザクII改(Bタイプ)                                            |               |
| MS-06FZ        | ザクII改(Bタイプ、リベリオ・リンケ機)                        |               |
| MS-07B         | グフ                                                         | 地上専用      |
| MS-07B         | グフ(グール隊仕様)                                           | 地上専用      |
| MS-07B         | グフ(ヴィッシュ・ドナヒュー機)                               | 地上専用      |
| MS-07B-3       | グフカスタム                                                 | 地上専用      |
| MS-08TX        | イフリート                                                   | 地上専用      |
| MS-08TX        | イフリート（ダグ・シュナイド機）                             | 地上専用      |
| MS-08TX[EXAM]  | イフリート改                                                 | 地上専用      |
| MS-08TX/S      | イフリート・シュナイド                                       | 地上専用      |
| MS-08TX/N      | イフリート・ナハト                                           | 地上専用、DLC |
| MS-09          | ドム                                                         | 地上専用      |
| MS-09          | ドム(グール隊仕様)                                           | 地上専用      |
| MS-09F/Trop    | ドム・トローペン                                             | 地上専用      |
| MS-09G         | ドワッジ                                                     | 地上専用      |
| MS-09R         | リック・ドム                                                 | 宇宙専用      |
| MS-09RS        | ガトー専用リック・ドム                                       | 宇宙専用      |
| MS-09R-2       | リック・ドムII                                               | 宇宙専用      |
| MS-09R-2       | リック・ドムII (ギー・ヘルムート機)                          | 宇宙専用      |
| MS-14A         | ゲルググ                                                     |               |
| MS-14B         | 高機動型ゲルググ(ジョニー・ライデン専用機)                   | 宇宙専用      |
| MS-14BR        | 高機動型ゲルググ(ヴィンセント・グライスナー機)               | 宇宙専用      |
| MS-14C         | ゲルググキャノン                                             |               |
| MS-14FS        | ゲルググM（指揮官用)                                         | DLC           |
| MS-14G         | 陸戦型ゲルググ(ケン・ビーダーシュタット機)                   | 地上専用      |
| MS-14G         | 陸戦型ゲルググ(ヴィッシュ・ドナヒュー機)                     | 地上専用      |
| MS-14JG        | ゲルググJ                                                    |               |
| YMS-15         | ギャン                                                       | DLC           |
| MS-10          | ペズン・ドワッジ                                             | DLC           |
| MS-11          | アクト・ザク（指揮官用)                                      |               |
| MS-17          | ガルバルディα                                                |               |
| MS-18E         | ケンプファー                                                 | DLC           |
| EMS-10         | ヅダ                                                         | DLC           |
| MSM-04         | アッガイ                                                     | 地上専用      |
| MSM-03         | ゴッグ                                                       | 地上専用      |
| MSM-03C        | ハイゴッグ                                                   | 地上専用      |
| MSM-07         | ズゴック                                                     | 地上専用      |
| MSM-07E        | ズゴックE                                                    | 地上専用      |
| MSM-04G        | ジュアッグ                                                   | 地上専用      |
| RX-79BD-2      | ブルーディスティニー2号機(ニムバス・シュターゼン機）         |               |
| MA-08          | ビグ・ザム                                                   | 宇宙専用      |
| MSN-02         | ジオング                                                     | 宇宙専用      |
| ネオ・ジオン   |                                                              |               |
| 型式番号       | 機体                                                         | 備考          |
| AMX-006        | ガザD                                                        | 変形可能      |
| AMX-014        | ドーベン・ウルフ                                             |               |
| NZ-000         | クィン・マンサ (アンネローゼ・ローゼンハイン機)              | 宇宙専用      |
| AMX-018[HADES] | トーリスリッター                                             |               |
| AMS-119        | ギラ・ドーガ                                                 |               |
| AMS-119        | ギラ・ドーガ (ヴィンセント・グライスナー機)                  |               |
| その他         |                                                              |               |
| 型式番号       | 機体                                                         | 備考          |
| MSΖ-008        | ΖII（トラヴィス・カークランド機）                            | 変形可能      |
| RX-0           | ユニコーンガンダム                                           | DLC           |